# Muhammad al-Ghazālī
Muhammad al-Ghazālī (arabisch محمد الغزالي Muhammad al-Ghazali, DMG Muḥammad al-Ġaz[z]ālī geboren 22. September 1917 im Dorf Nakla al-ʿInab, al-Buhaira, Ägypten; gestorben 9. März 1996 in Riad, Saudi-Arabien) war ein konservativer ägyptischer islamischer Theologe. Er war Mitglied der Muslimbrüder.

## Leben
Den Namen Muhammed al-Ghazzali erhielt er nach eigener Aussage aufgrund eines Traumes seines Vaters. Die ersten Unterweisungen erhielt er in seinem Heimatdorf. Dort lernte er den Koran auswendig. Seine Familie wanderte nach Alexandria aus und Muhammad al-Ghazzali erhielt seine Ausbildung auf der Primarstufe an der Azhar-Universität. Diese absolvierte er 1937. In dieser Zeit lernte er auch Hasan al-Banna kennen und trat der Muslimbruderschaft bei. 1941 absolvierte er dann die theologische Fakultät (uṣūl ad-dīn) der Azhar-Universität. 1943 schloss er noch das Studium an der Fakultät für Daʿwa ab. Anschließend arbeitete er als Imam und Prediger an der Moschee al-ʿAtabat al-Chadrāʾ (العتبة الخضراء) in Kairo. Nach der Ermordung Hasan al-Bannas und der Verhaftungswelle gegen die Muslimbruderschaft wurde auch Muhammad al-Ghazzali inhaftiert und verbrachte ein Jahr in Haft in einem Gefängnis auf der Sinai-Halbinsel. Nach seiner Freilassung überwarf er sich mit dem neuen Führer der Muslimbrüder Hasan al-Hudaibi und verließ die Organisation. Er arbeitete in verschiedenen Stellungen, u. a. als Aufsichtsbeamter im Auqāf-Ministerium. Lange Jahre war er Prediger in der Azhar-Moschee. Nach eigener Aussage verbrachte er 1965 ein weiteres Jahr in Haft, da er sich weigerte, gegen Sayyid Qutb auszusagen.
In islamistischen Kreisen gilt er zusammen mit Sayyid Qutb (1906–1966) als ‚herausragender geistiger Vertreter’ (IRIB) der Muslimbrüder. al-Ghazali ist Verfasser zahlreicher Werke. 

“In 1993, at the height of a violent campaign by Muslim militants against Egypt’s secular Government, Sheik Ghazali caused a national stir when he testified on behalf of assailants who had killed a well-known writer for what they deemed his anti-Islamic views. Without mentioning the writer, Farag Fouda, by name, Sheik Ghazali told an Egyptian court that anyone who openly resisted the full imposition of Islamic law was an apostate who should be killed either by the government or by devout individuals.”

„Im Jahr 1993, auf dem Höhepunkt einer gewalttätigen Kampagne muslimischer Kämpfer gegen Ägyptens säkulare Regierung, erregte Scheich Ghazali nationales Aufsehen, als er für die Angreifer ausgesagte, die einen bekannten Schriftsteller dafür getötet hatten, was sie für seine anti-islamischen Ansichten hielten. Ohne den Schriftsteller Farag Fouda namentlich zu erwähnen, sagte Scheich Ghazali einem ägyptischen Gericht, dass jeder, der sich offen der vollständigen Einführung des islamischen Rechts widersetze, ein Abtrünniger sei, der entweder von der Regierung oder von frommen Menschen getötet werden solle)“

Er lehrte an der Umm-al-Qura-Universität in Mekka, Saudi-Arabien, der Universität von Katar (Qatar) und der al-Amir Abd al-Qadir University for Islamic Sciences in Algerien. Vor seinem Tod war er Vorsitzender des Council des International Institute of Islamic Thought in Kairo. Er war einer der Senior Fellows des Königlichen Aal al-Bayt Instituts für Islamisches Denken (Royal Aal al-Bayt Institute for Islamic Thought), Jordanien. 1989 erhielt er den König-Faisal-Preis für Verdienste um den Islam.

## Veröffentlichungen
Zu seinen Publikationen zählen "Islam und die moderne Wirtschaft", "Islam und politischer Despotismus" und ein enzyklopädisches Werk mit dem Titel "Fanatismus und Toleranz zwischen Christentum und Islam".
Seine gesammelten Werke wurden von Nahdah Misr (in Kairo) in 44 Bänden veröffentlicht.